# وولکن‌اشتاین ۸۳۱۶
سیارک ۸۳۱۶ (به انگلیسی: 8316 Wolkenstein، نامگذاری:3002P-L) هشت هزار و سیصد و شانزدهمین سیارک کشف شده‌است که در ۲۴ سپتامبر ۱۹۶۰ کشف شد.
قدر مطلق سیارک برابر ۱۱٫۴۰ است.